# 162e (Turk.) Infanteriedivisie
De 162e (Turk.) Infanteriedivisie (Duits: 162. (Turk.) Infanterie-Division) was een Duitse infanteriedivisie tijdens de Tweede Wereldoorlog. De afkorting Turk. stond voor Turkestan. De divisie was samengesteld uit Turkestaanse legioenen, maar toch bestond meer dan de helft van de manschappen uit Duitsers. De divisie werd meest ingezet tegen partizanen en later in de oorlog ook aan het front. Het inzetgebied was vrijwel uitsluitend Italië. 

## Geschiedenis

### Oprichting
De 162e (Turk.) Infanteriedivisie werd opgericht op 21 mei 1943 op Oefenterrein Neuhammer in Silezië door het omdopen van de staf en toegevoegde troepenonderdelen van de 162e Infanteriedivisie. Deze staf was het voorgaande jaar een trainingsstaf voor buitenlandse vrijwilligers. In de divisie werden opgenomen het 1e en 2e Turkmeense Legioen en het Azerbeidzjaanse Legioen.

### Inzet op de Balkan
De 162e (Turk.) Infanteriedivisie werd in de herfst van 1943 eerst naar Slovenië en vervolgens naar Noord-Italië overgebracht. Daar werd de divisie ingezet tegen partizanen in het gebied rond La Spezia en in het Val di Taro. Op 9 november 1943 telde de divisie 19.794 soldaten en officieren (478 officieren, 2.912 onderofficieren en 16.404 soldaten). Daarvan waren er 10.626 Duitsers (467 officieren, 2.630 onderofficieren en 7.529 soldaten).
In maart 1944 werd de divisie overgebracht naar Ligurië, waar ze onder bevel kwam van het 75e Legerkorps. Op 9 juni 1944 werd de divisie onder bevel van het zich in midden-Italië in problemen bevindende 14e Pantserkorps. Maar door zwakke prestaties, werd de divisie al snel teruggetrokken van het front.
Op 15 augustus 1944 verkreeg de divisie een derde regiment, Infanterieregiment 329. De I. en II. Bataljons van dit regiment werden gevormd uit de Azerbeidzjaanse bataljons 804 en 806 en Divisions-Bataillon 162. Daarentegen werden III./303 en II./314 opgeheven; III./314 werd in II./314 omgedoopt. Ofwel, elk regiment bestond daarna uit twee bataljons.
Tussen augustus en november 1944 bevond de divisie zich in de sector van het 10e Leger voor kustverdediging rond Rimini en ging in december 1944 weer terug naar Ligurië. In maart en april 1944 was de divisie onderdeel van het 76e Pantserkorps rond Comacchio. Hier nam de divisie deel aan de verdediging tegen het geallieerde voorjaarsoffensief van 1945. Al snel volgde een terugtocht via Bologna naar de Po. Aan de overkant van de rivier ging de terugtocht verder. 

### Einde
Rond Padua geraakte de divisie begin mei 1945 in Britse krijgsgevangenschap. Delen van de divisie geraakten tot in Oostenrijk.
De gevangenen werden verzameld rond Tarente. In overeenstemming met de overeenkomsten die de Britten en Amerikanen tijdens de Conferentie van Jalta hadden ondertekend, werden de soldaten gerepatrieerd naar de Sovjet-Unie. Volgens Nikolai Tolstoj kregen ze twintig jaar gevangenisstraffen van 'corrigerende arbeid'.

## Commandanten
| Rang                                               | Naam                                       | Begin        | Eind         |
| -------------------------------------------------- | ------------------------------------------ | ------------ | ------------ |
| Generalmajor                                       | Professor Dr. Oskar Ritter von Niedermayer | 21 mei 1943  | 20 mei 1944  |
| Generalmajor                                       | Ralph von Heygendorff                      | 21 mei 1944  | 20 juni 1944 |
| Generalleutnant                                    | Greiner                                    | 20 juni 1944 | 28 juni 1944 |
| Generalmajor vanaf 20 januari 1945 Generalleutnant | Ralph von Heygendorff                      | 29 juni 1944 | 4 mei 1945   |

Generalleutnant Greiner was slechts plaatsvervangend.

## Bovenliggende bevelslagen
| Legerkorps                   | Leger                      | Legergroep     | Plaats/regio       | Begin          | Eind           |
| ---------------------------- | -------------------------- | -------------- | ------------------ | -------------- | -------------- |
| in oprichting                |                            |                | Neuhammer          | 21 mei 1943    | september 1943 |
| II SS Pantserkorps           |                            | Heeresgruppe C | Noord-Italië       | september 1943 | december 1943  |
| II SS Pantserkorps           | 14. Armee                  | Heeresgruppe C | Noord-Italië       | december 1943  | december 1943  |
| direct onder bevel           |                            | OB Süd         | Ligurië            | januari 1944   | maart 1944     |
| 75e Legerkorps               | Armee-Abteilung von Zangen | Heeresgruppe C | Ligurië            | april 1944     | april 1944     |
| direct onder bevel           | Armee-Abteilung von Zangen | Heeresgruppe C | Ligurië            | mei 1944       | 9 juni 1944    |
| 14e Pantserkorps             | 14. Armee                  | Heeresgruppe C | Midden-Italië      | 9 juni 1944    | juli 1944      |
| direct onder bevel           | 14. Armee                  | Heeresgruppe C | Midden-Italië      | juli 1944      | juli 1944      |
| Ven. Küste                   | 10. Armee                  | Heeresgruppe C | Noord-Italië       | augustus 1944  | december 1944  |
| direct onder bevel           | Armee Ligurien             | Heeresgruppe C | Ligurië            | december 1944  | maart 1945     |
| 76e Pantserkorps (Wehrmacht) | 10. Armee                  | Heeresgruppe C | Bologna, Po, Padua | maart 1945     | begin mei 1945 |

## Samenstelling
- Infanterie-Regiment 303
- Infanterie-Regiment 314
- Divisions-Bataillon 162 (tot 15 augustus 1944)
- Infanterie-Regiment 329 (vanaf 15 augustus 1944)
- Artillerie-Regiment 236 (vier Abteilungen)
- Panzerjäger-Abteilung 236 (antitankbataljon)
- Pionier-Bataillon 936 (geniebataljon)
- Aufklärungs-Abteilung 236 (verkenningsbataljon)
- Infanterie-Divisions-Nachrichtenabteilung 236 (verbindingsbataljon)
- Nachschubstruppen 936 (bevoorradingstroepen)